# Villeneuve-Saint-Nicolas
Villeneuve-Saint-Nicolas is een plaats en voormalige gemeente in het Franse departement Eure-et-Loir in de regio Centre-Val de Loire en telt 121 inwoners (2005). De plaats maakt deel uit van het arrondissement Chartres.

## Geschiedenis
Op 1 januari 2016 is Villeneuve-Saint-Nicolas gefuseerd met de gemeenten Montainville, Rouvray-Saint-Florentin en Voves tot de commune nouvelle Les Villages Vovéens.

## Geografie
De oppervlakte van Villeneuve-Saint-Nicolas bedraagt 5,2 km², de bevolkingsdichtheid is 23,3 inwoners per km².
De onderstaande kaart toont de ligging van Villeneuve-Saint-Nicolas met de belangrijkste infrastructuur en aangrenzende gemeenten.

## Demografie
Onderstaande figuur toont het verloop van het inwonertal (bron: INSEE-tellingen).